# Campo da Jaqueira
Le Campo da Jaqueira, également connu sous le nom d'América Parque, est un ancien stade de football brésilien situé dans la ville de Recife, dans l'État du Pernambouc.
Le stade, doté de 2 000 places et inauguré en 1918, servait d'enceinte à domicile aux équipes de football de l'América de Pernambuco et du Tramways Sport Club.

## Histoire
Le stade, situé dans le quartier de Graças, ouvre ses portes en 1918 pour être destiné à accueillir les matchs du championnat du Pernambouc.
Entre 1920 et 1936, le stade accueille les rencontres à domicile de l'América de Pernambuco, puis du Tramways entre 1936 et 1941.
Le site a cédé la place au Parque da Jaqueira, composé de 900 mètres de piste de jogging et 820 mètres de piste cyclable, ainsi que des zones pour le skateboard et d'autres activités sportives et sociales. Le lieu exact où se situait le terrain de football est maintenant une piste de BMX.